# Рибка Іван Іванович
Іван Іванович Рибка (20 травня 1939, село Гоголів, тепер Броварського району Київської області) — український радянський діяч, головний зоотехнік радгоспу «Плосківський» Броварського району Київської області. Депутат Верховної Ради УРСР 10-го скликання.

## Біографія
Народився в селянській родині.
З 1956 року — колгоспник колгоспу «Червона Україна» Броварського району Київської області.
Закінчив Українську сільськогосподарську академію.
З 1963 року — головний зоотехнік радгоспу «Мічурінський» Північно-Казахстанської області Казахської РСР; головний зоотехнік радгоспу «Сеньківський» Броварського району Київської області.
З 1971 року — головний зоотехнік радгоспу «Плосківський» Броварського району Київської області.
Член КПРС з 1972 року.
Потім — на пенсії в селі Требухів Броварського району Київської області.

## Нагороди
- Орден «Знак Пошани»
- Орден Дружби народів
- Медаль «За трудову доблесть»
- медаль «За доблесну працю. В ознаменування 100-річчя з дня народження Володимира Ілліча Леніна»
- Медаль «У пам'ять 1500-річчя Києва»
- Медаль «Ветеран праці»
- Заслужений зоотехнік Української РСР